# Kendrick (Idaho)
Kendrick és una població dels Estats Units a l'estat d'Idaho. Segons el cens del 2000 tenia 369 habitants.

## Demografia
Segons el cens del 2000, Kendrick tenia 369 habitants, 153 habitatges, i 104 famílies. La densitat de població era de 356,2 habitants/km².
Dels 153 habitatges en un 29,4% hi vivien nens de menys de 18 anys, en un 54,2% hi vivien parelles casades, en un 9,8% dones solteres, i en un 32% no eren unitats familiars. En el 25,5% dels habitatges hi vivien persones soles el 15% de les quals corresponia a persones de 65 anys o més que vivien soles. El nombre mitjà de persones vivint en cada habitatge era de 2,41 i el nombre mitjà de persones que vivien en cada família era de 2,93.
Per edats la població es repartia de la següent manera: un 26% tenia menys de 18 anys, un 5,4% entre 18 i 24, un 24,9% entre 25 i 44, un 25,7% de 45 a 60 i un 17,9% 65 anys o més.
L'edat mediana era de 42 anys. Per cada 100 dones de 18 o més anys hi havia 99,3 homes.
La renda mediana per habitatge era de 31.000 $ i la renda mediana per família de 42.000 $. Els homes tenien una renda mediana de 33.611 $ mentre que les dones 20.568 $. La renda per capita de la població era de 14.706 $. Aproximadament l'11,2% de les famílies i l'11,8% de la població estaven per davall del llindar de pobresa.

## Poblacions més properes
El següent diagrama mostra les poblacions més properes.